# حزب العمال للتوحيد الماركسي
حزب العمال للتوحي الماركسي (POUM) هو حزب شيوعي إسباني تأسس أثناء الجمهورية الثانية وكان نشطًا بشكل أساسي خلال الحرب الأهلية الإسبانية. تم تشكيله من خلال اندماج اليسار الشيوعي التروتسكي في إسبانيا وكتلة العمال والفلاحين (التابعة للمعارضة اليمينية) ضد إرادة ليون تروتسكي، الذي انفصلت عنه الأولى.